# ای وطن (ترانه وزیری)
«ای وطن» ترانه‌ای با آهنگسازی علینقی وزیری است که خوانندگان گوناگون آن را اجرا کرده‌اند. اجراهای این ترانه عبارت‌اند از:
- با صدای روح‌انگیز و ارکستر به رهبری وزیری در سال ۱۳۰۶
- با تک‌نوازی سه‌تار از حسین علیزاده
- سپیده رئیس‌السادات با گروه مضراب به سرپرستی حمید متبسم
- با تک‌نوازی سنتور از پشنگ کامکار
- سروش ایزدی با ویولن فریدون شهبازیان
- فاضل جمشیدی با تنظیم و پیانوی هومن خلعتبری و تار کیوان ساکت